# Bożena Ciecierska-Więcko
Bożena Ciecierska-Więcko (pseudonim literacki: Jeremi Bożkowski; ur. 16 czerwca 1935 w Suwałkach, zm. 19 lutego 1986 w Warszawie) – polska dziennikarka i pisarka, autorka m.in. kilku popularnych powieści kryminalnych wydanych przez wydawnictwo Czytelnik w serii „Z jamnikiem”.

## Życiorys
Po ukończeniu Liceum Ogólnokształcącego w Suwałkach pracowała jako nauczycielka w szkole podstawowej, pracownica fizyczna w przedsiębiorstwie budowlanym, instruktorka w Suwalskim Domu Kultury, organizatorka widowni w teatrze amatorskim, w którym pełniła również funkcję asystenta reżysera i występowała jako aktorka. Po przeprowadzeniu się do Warszawy w końcu lat 50. XX wieku rozpoczęła studia na Uniwersytecie Warszawskim – początkowo romanistykę, docelowo polonistykę – w 1965 uzyskała dyplom magistra filologii polskiej. W trakcie studiów zaczęła pracować jako dziennikarka a następnie jako kierownik Działu Kultury w redakcji miesięcznika „Wiedza i Życie”. Publikowała m.in. recenzje filmów i sztuk teatralnych. Współpracowała jednocześnie z tygodnikiem „Teatr”, dla którego recenzowała spektakle teatralne wystawiane na scenach na terenie całej Polski. W 1973 została przyjęta do Stowarzyszenia Dziennikarzy Polskich, a w 1985 do Związku Literatów Polskich.
Jako pisarka debiutowała w 1975 opowiadaniem pt. Moja wojna, opublikowanym w miesięczniku „Twórczość” nr 5/75. Była autorką kilku powieści kryminalnych, w których śledztwa prowadzą dwaj milicjanci: sierżant Fidybus i porucznik Karbolek, które opublikowała pod pseudonimem „Jeremi Bożkowski”.
Pochowana na cmentarzu komunalnym Północnym w Warszawie.

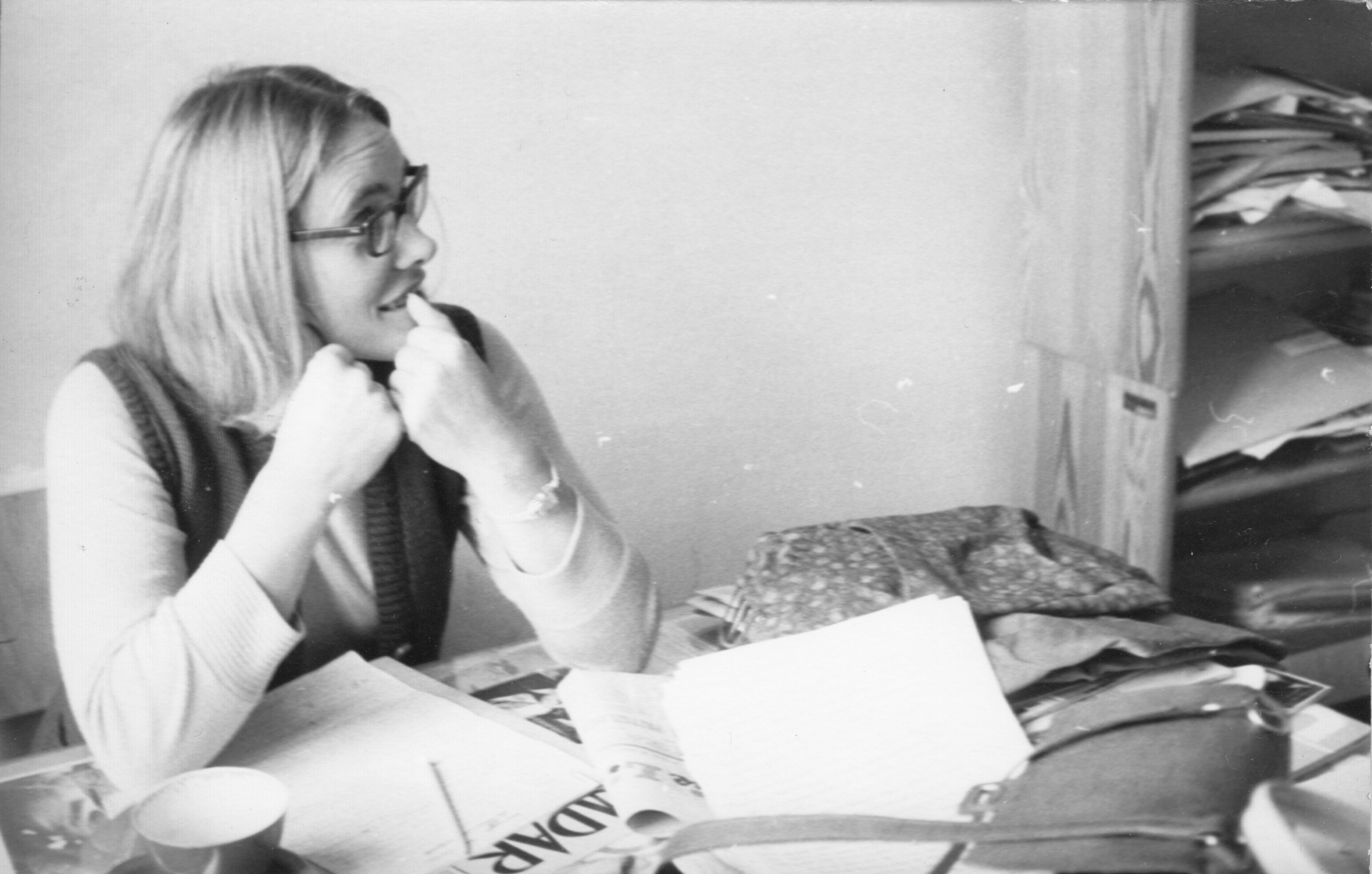
Bożena Ciecierska-Więcko przy biurku w redakcji „Wiedzy i Życia” w 1970

## Lista opublikowanych książek
- Donos na życie – zbiór opowiadań (wyd. Czytelnik 1976, nakład 10 290 egz., wyd. Estymator 2021),
- Zbrodnia na eksport – komedia kryminalna (wyd. Czytelnik 1978, seria „Z jamnikiem”, nakład 120 320 egz., wyd. Estymator 2021),
- Piękna kobieta w obłoku spalin – komedia kryminalna (wyd. Czytelnik 1982, seria „Z jamnikiem”, nakład 180 320 egz., wyd. Estymator 2021),
- Msza za mordercę – powieść kryminalna (wyd. Czytelnik 1988, seria „Z jamnikiem”, nakład 100 320 egz., wyd. Alkazar 1993, wyd. Estymator 2021),
- Dziękuję, wolę więzienie – powieść kryminalna napisana jako nowela filmowa (wyd. Estymator 2021),
- Pada sobie śnieżek... – sztuka teatralna (nieopublikowana).

Dwie ostatnie pozycje z powyższego wykazu zostały odnalezione wiele lat po śmierci autorki. 

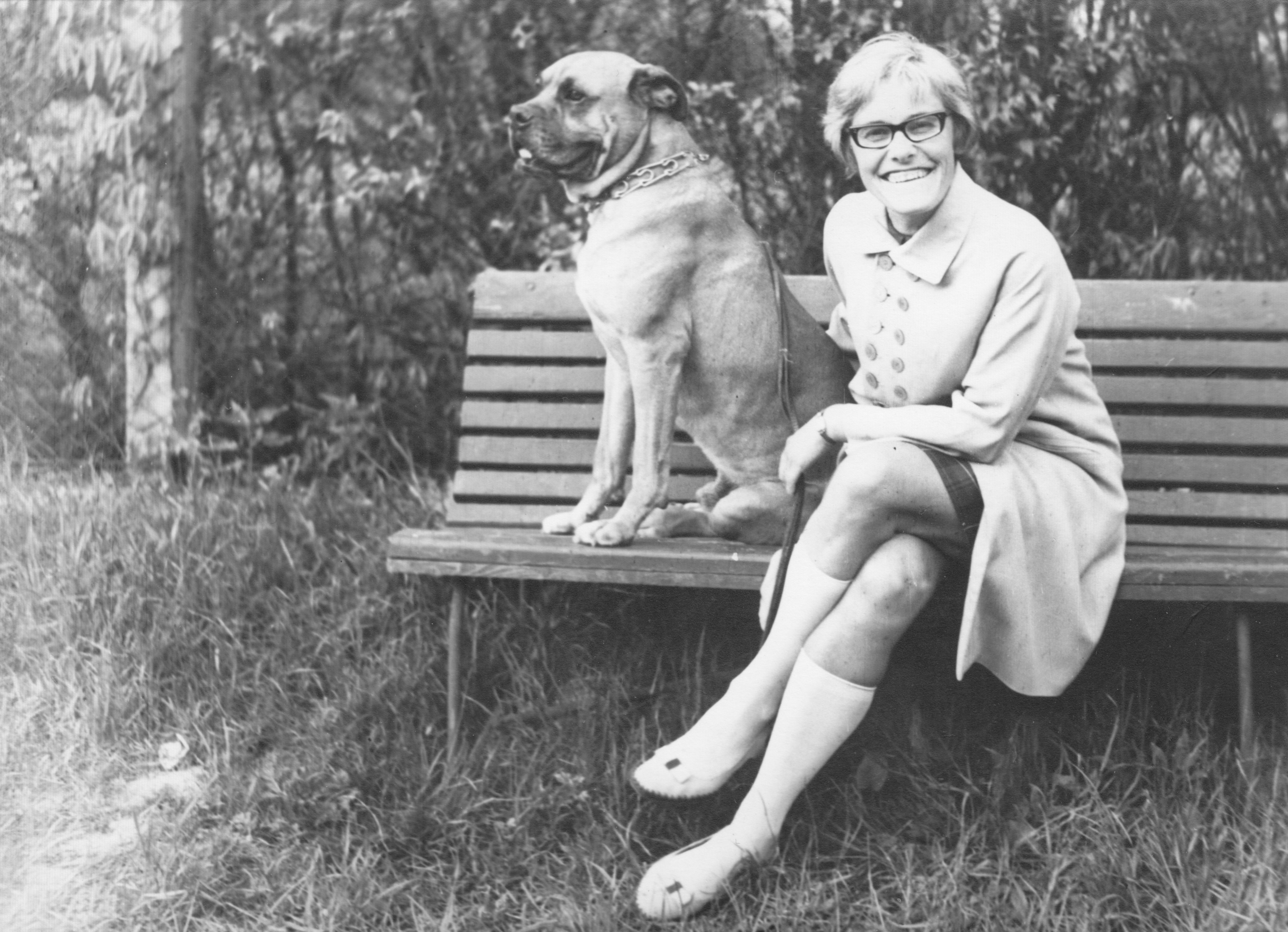
Bożena Ciecierska-Więcko w 1970

## Rodzina
Ojciec: Józef Konstanty Ciecierski – dziennikarz („Dziennik Ziemi Suwalskiej”, „Robotnik”); ukończył Korpus Kadetów, oficer wileńskiej AK ps. „Rokita”, więzień obozu jenieckiego w Riazaniu, więzień okresu stalinowskiego na Mokotowie,
Matka: Helena Ciecierska – urzędniczka pocztowa,
Mąż: Antoni Więcko – ekonomista,
Córka: Karolina Szafert – tłumaczka języka angielskiego.